# Батарейная гавань
Батаре́йная га́вань, также Па́тарейса́дам (эст. Patareisadam, код: EEPAR) — морской пассажирский порт на берегу Таллинского залива, Таллин, Эстония. Расположен рядом с Горхоллом. На территории порта расположен пограничный пункт Таллинн-10 Таллинского кордона. Владелец порта — муниципалитет Таллин. Оператор порта — Транспортный департамент Таллина. Адрес порта: ул. Каласадама, Т7. 

## История порта
Название порта было утверждено таллинской городской управой 26 февраля 1998 года. До этого он носил названия Таллинский Городской порт (эст. Tallinna Linnasadam) и причал Горхолла (эст. Linnahalli kai), а также неофициально назывался причалом Linda Line (с 1997 года по 2017 год судоходная компания «Linda Line» осуществляла из него рейсы Таллин—Хельсинки). 
Из порта на катере «Vegtind» фирмы Spinnaker OÜ совершаются регулярные рейсы на остров Аэгна. Продолжительность поездки составляет 20 минут.

## Описание порта
Территория порта — 11 405,43 м², площадь акватории — 111 455 м². Период навигации — с 1 мая по 31 октября. 

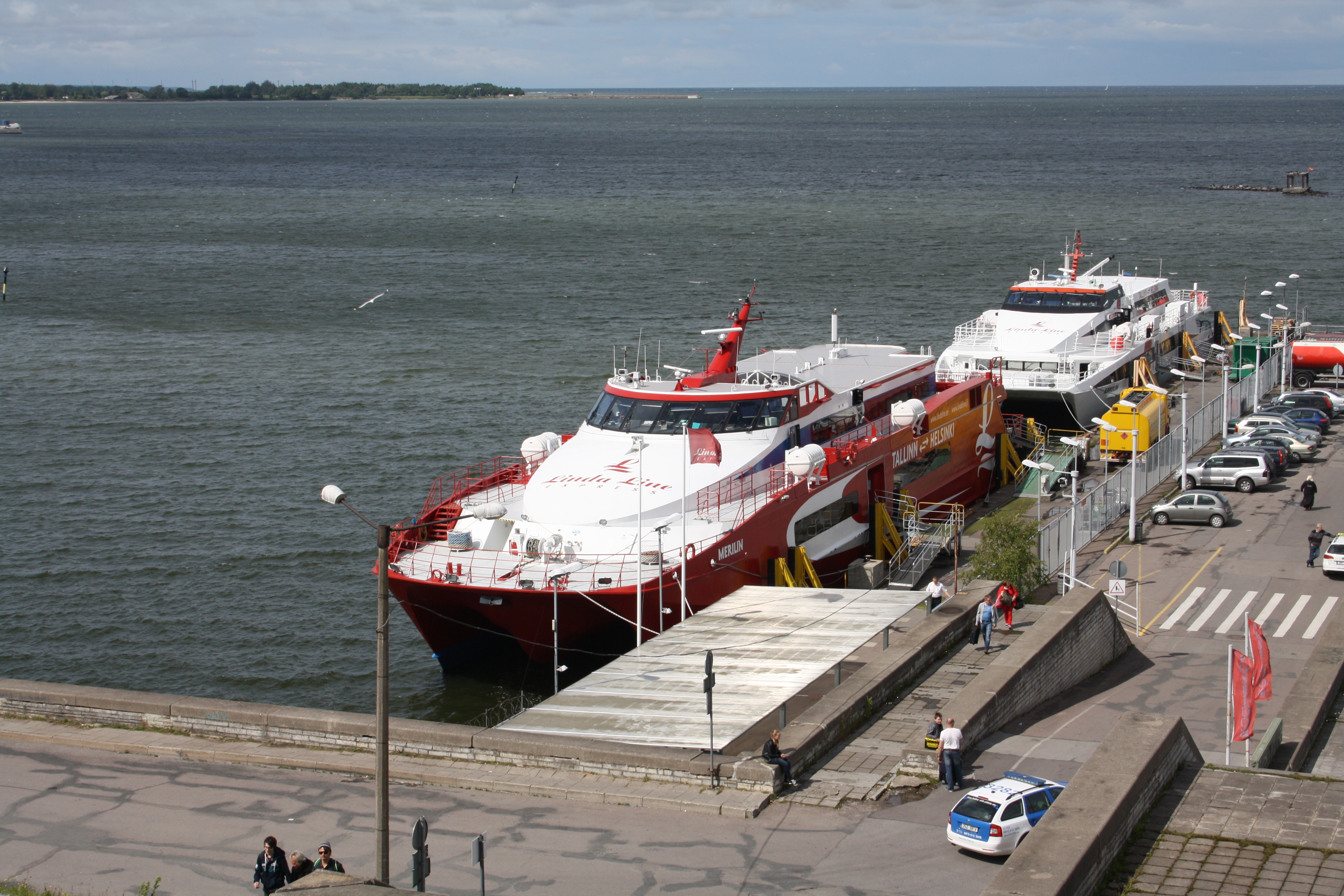
Паромы «Мерлин» и «Каролин» компании «Linda Line» в Батарейной гавани, 2015 год

Технические данные порта согласно Регистру портов Эстонии:
- общий тоннаж судна — до 500 тонн;
- наибольшая длина судна — 30 м;
- наибольшая ширина судна — 8 м;
- наибольшая осадка судна — 1,9 м;
- наименьшая ширина судового хода — 70 м;
- наименьшая глубина судового хода — 5,8 м.

Порт имеет 3 стационарных причала: 
| Наименование причала | Тип причала  | Глубина у причала, м | Длина причала, м |
| -------------------- | ------------ | -------------------- | ---------------- |
| № 1                  | стационарный | 4,6                  | 137,5            |
| № 2a                 | стационарный | 4,9                  | 16,5             |
| № 2b                 | стационарный | 3,8                  | 18,0             |